# 大島弓子が選んだ大島弓子選集
大島弓子が選んだ大島弓子選集（おおしまゆみこがえらんだおおしまゆみこせんしゅう）は、大島弓子の漫画作品集である。2008年（平成20年）から2009年（平成21年）にかけてメディアファクトリーから刊行された。全7巻。

## 概要
メディアファクトリー「MFコミックス」として刊行。大島弓子の同名漫画を原作とした実写映画『グーグーだって猫である』が、2008年9月6日に公開されるのに合わせて刊行開始された。装丁は朝日ソノラマ版『大島弓子選集』を手掛けた羽良多平吉が担当した。
また映画公開に合わせて2008年8月29日には、映画の劇中に登場する作品7編を収録した『大島弓子セレクション セブンストーリーズ』（ISBN 9784048542562）が角川グループパブリッシングから刊行されたが、こちらも装丁に羽良多平吉を起用している。
大島弓子の選集は過去に何回か刊行されているが、書名のとおり自選の選集であることが特徴である。各巻とも収録作品の間に、各作品について作者自身が語った描き下ろしコミックエッセイが挿入されている。また1巻と2巻の巻末には大島の自作短編小説が掲載されており、2巻掲載の「うしろの三人組」は大島の自伝的小説となっている。
各巻の巻末には著名人等からの応援メッセージが寄稿され、「花の24年組」と並び称された竹宮惠子と萩尾望都、大島のファンを自認するよしもとばなならがメッセージを寄せている。
2巻から4巻には、大島の代表作である『綿の国星』を全話収録する。

## 収録作品

### 第1巻「ミモザ館でつかまえて」
- 2008年9月18日刊行。ISBN 978-4840122726

1. ミモザ館でつかまえて
2. 野イバラ荘園
3. F式蘭丸
4. 全て緑になる日まで
5. 夏のおわりのト短調
6. 草冠の姫
7. たそがれは逢魔の時間
8. 応援メッセージ：犬童一心
9. 自作小説「近未来オリンピック」

### 第2巻「綿の国星 上」
- 2008年11月22日刊行。ISBN 978-4840122818

1. 綿の国星（第1話）
2. 綿の国星 ペルシャ
3. 綿の国星 シルク・ムーン・プチ・ロード
4. 綿の国星 ミルクパン・ミルククラウン
5. 綿の国星 カーニバル ナイト
6. 綿の国星 ピップ・パップ・ギー
7. 綿の国星 日曜日にリンス
8. 綿の国星 苺苺苺苺 バイバイマイマイ
9. 応援メッセージ：竹宮惠子
10. 自作小説「うしろの三人組」

### 第3巻「綿の国星 中」
- 2008年12月22日刊行。ISBN 978-4840122887

1. 綿の国星 八十八夜
2. 綿の国星 葡萄夜
3. 綿の国星 毛糸弦
4. 綿の国星 夜は瞬膜の此方
5. 綿の国星 猫草
6. 綿の国星 かいかい
7. 綿の国星 ド・シー
8. 綿の国星 ペーパー・サンド
9. 綿の国星 チャーコールグレー
10. 綿の国星 晴れたら金の鈴
11. 綿の国星 お月様の糞
12. 綿の国星 ばら科
13. 応援メッセージ：萩尾望都
14. 大島弓子への質問100連発

### 第4巻「綿の国星 下」
- 2009年1月23日刊行。ISBN 978-4840125147

1. 綿の国星 ギャザー
2. 綿の国星 ねのくに
3. 綿の国星 椿の木の下で
4. バナナブレッドのプディング
5. 四月怪談
6. 応援メッセージ：よしもとばなな
7. サバは生きている

### 第5巻「ダリアの帯」
- 2009年2月23日刊行。ISBN 978-4840125239

1. 赤すいか黄すいか
2. 金髪の草原
3. 夢虫・未草
4. サマタイム
5. サヴァビアン
6. ダリアの帯
7. ロングロングケーキ
8. 庭はみどり川はブルー
9. 山羊の羊の駱駝の
10. 応援メッセージ：ジョージ朝倉
11. 雪の日のすごし方
12. 解説マンガていうか感想マンガ

### 第6巻「秋日子かく語りき」
- 2009年3月23日刊行。ISBN 978-4840125383

1. 秋日子かく語りき
2. つるばらつるばら
3. 夏の夜の獏
4. 月の大通り
5. ダイエット
6. アンブラッセ
7. 毎日が夏休み
8. 応援メッセージ：松岡博治（本書発行人）
9. ねこギンザ
10. "猫だましい" の感想マンガ

### 第7巻「ロスト ハウス」
- 2009年4月23日刊行。ISBN 978-4840125604

1. サバの秋の夜長
2. すばらしき昼食
3. サバの夏が来た
4. 大きな耳と長いしっぽ
5. サバの天国と地獄
6. 青い 固い 渋い
7. ロスト ハウス
8. 8月に生まれる子供
9. 応援メッセージ：勝谷誠彦
10. 大島弓子全作品リスト